# Jim Lee
Jim Lee (ur. 11 sierpnia 1964 w Seulu) – amerykański rysownik komiksowy i scenarzysta. 
Współtwórca (z Brandonem Choi) postaci z grupy Wild C.A.T.s Cover Action Teams. Twórca postaci Maxa Faraday, bohatera komiksu "Divine Right".
Pracował m.in. przy seriach: "Batman", "Fantastic Four (vol.2)", "Gen 13", "Iron Man (vol. 2), "Punisher War Journal", "Superman", "X-Men (vol. 2)".

## Polska bibliografia

### Albumy i wydania zbiorcze
- 1998 - Heroes Reborn: Fantastic Four (TM-Semic, jako Mega Marvel #18)
- 2003 - Batman Black and White II #1 (Egmont)
- 2005 - Batman. Hush Tom 1 (Egmont)
- 2006 - Batman. Hush Tom 2 (Egmont)
- 2009 - Batman i Robin: Cudowny Chłopiec (Egmont)
- 2013 - Liga Sprawiedliwości Tom 1: Początek (Egmont)
- 2014 - Liga Sprawiedliwości Tom 2: Podróż złoczyńcy (Egmont)
- 2015 - Superman: Wyzwolony (Egmont)
- 2016 - Batman. Hush Tom 1 (Eaglemoss, jako 1 tom Wielkiej Kolekcji Komiksów DC)
- 2016 - Batman. Hush Tom 2 (Eaglemoss, jako 2 tom Wielkiej Kolekcji Komiksów DC)
- 2016 - Harley Quinn Tom 1: Miejska gorączka (Egmont)

### Serie zeszytowe
- 1991 - Punisher #09 (3/1991): Na tropie nieznanych zwierząt; Zagrożony gatunek (TM-Semic)
- 1991 - Punisher #10 (4/1991): Szkodnik; Poczucie winy (TM-Semic)
- 1992 - Punisher #25 (7/1992): Wojna w tropiku; Kahuna (TM-Semic)
- 1992 - Punisher #26 (8/1992): Trauma w raju!; Śnieżyca... (TM-Semic)
- 1993 - Punisher #32 (5/1993): Grzesznicy; Spowiedź (TM-Semic)
- 1993 - Punisher #33 (6/1993): Shock treatment; Panhandle (TM-Semic)
- 1994 - X-Men #14 (4/1994): Plan X-terminacji część 1: Pierwsze starcie; część 2: Punkt krytyczny (TM-Semic)
- 1994 - X-Men #15 (5/1994): Plan X-terminacji część 3: Ciężkie zbrodnie; Zgromadzenie (TM-Semic)
- 1994 - X-Men #16 (6/1994): Za dużo mutantów; Rozdroża (TM-Semic)
- 1994 - X-Men #17 (7/1994): Droga donikąd (TM-Semic)
- 1994 - X-Men #18 (8/1994): Podwójna śmierć; Uwolnić Charliego (TM-Semic)
- 1995 - X-Men #23 (1/1995): Rubikon (TM-Semic)
- 1995 - X-Men #24 (2/1995): Nawałnica; Wypad! (TM-Semic)
- 1995 - X-Men #25 (3/1995): Zmartwychwstanie i ciało; Riposta (TM-Semic)
- 1995 - X-Men #26 (4/1995): Wciąż dalej; Przenicowanie (TM-Semic)
- 1995 - X-Men #30 (8/1995): Bishop - czas przeszły; Kieł i pazur (TM-Semic)
- 1995 - X-Men #31 (9/1995): Krwawe porachunki; To nie takie proste (TM-Semic)
- 1995 - X-Men #32 (10/1995): Tam, gdzie Mojo mówi dobranoc...; X-Men kontra X-Men ponownie! (TM-Semic)
- 1997 - Wild C.A.T.S #1 (1/1997) (TM-Semic)
- 1997 - Wild C.A.T.S #2 (2/1997) (TM-Semic)
- 1997 - Wild C.A.T.S #3 (3/1997) (TM-Semic)
- 1998 - Wild C.A.T.S #4 (1/1998) (TM-Semic)
- 1998 - Wild C.A.T.S #5 (2/1998) (TM-Semic)